# OpenAI
Az OpenAI egy mesterséges intelligencia (AI) kutatólaboratórium, amely az OpenAI LP profitorientált vállalatból és anyavállalatából, a nonprofit OpenAI Inc.-ből áll. A DeepMind versenytársának tekintett vállalat kutatásokat végez a mesterséges intelligencia területén azzal a kimondott céllal, hogy a barátságos mesterséges intelligenciát az emberiség egészének javára előmozdítsa és fejlessze. A szervezetet 2015 végén alapította San Franciscóban Elon Musk, Sam Altman, Greg Brockman és mások, akik közösen 1 milliárd dollárt ajánlottak fel. Musk 2018 februárjában kilépett az igazgatótanácsból, de adományozó maradt. Az OpenAI LP 2019-ben 1 milliárd dolláros befektetést kapott a Microsofttól.

## Története

### Nonprofit kezdetek
2015 októberében Elon Musk, Sam Altman, Greg Brockman és más befektetők bejelentették az OpenAI megalapítását, és több mint 1 milliárd dollárt ajánlottak fel a vállalkozásnak. A szervezet kijelentette, hogy "szabadon együttműködnek" más intézményekkel és kutatókkal azáltal, hogy szabadalmait és kutatásait nyilvánossá teszik.
2016. április 27-én az OpenAI kiadta az "OpenAI Gym" nyilvános béta verzióját, a megerősítéses tanulás kutatására szolgáló platformját.
2016. december 5-én az OpenAI kiadta az "Universe" nevű szoftverplatformot, amely egy mesterséges intelligencia általános intelligenciájának mérésére és képzésére szolgál a világ játék-, weboldal- és egyéb alkalmazások kínálatában.
2018. február 21-én Musk lemondott igazgatósági tagságáról, hivatkozva a Tesla önvezető autókra irányuló AI-fejlesztésével kapcsolatos "potenciális jövőbeli (érdekellentétre)", de továbbra is adományozó maradt.

### Profitorientált folytatás
2019-ben az OpenAI nonprofitból for-profitra váltott. A vállalat tőkét osztott szét alkalmazottainak, és partnerségre lépett a Microsoft Corporationnel, amely bejelentette, hogy 1 milliárd dolláros befektetési csomagot nyújt be a vállalatba. Az OpenAI ezután bejelentette, hogy kereskedelmi licencbe kívánja adni technológiáit, a Microsoftot pedig preferált partnerként kezeli a jövőben.  Musk, alapítóként és az igazgatótanács korábbi tagjaként ezután fél évtized elteltével sem tudta megemészteni, hogy annak ellenére, hogy egy nyílt forráskódú, nonprofit cég megteremtésének igényével hozták létre a vállalkozást, az idővel mégsem tudott ellenállni a kommerciális kísértésnek. 2024 márciusában többek között szerződésszegés, tisztességtelen verseny és a bizalmi kötelezettség megszegése címén beperelte az OpenAI-t.
2020-tól az OpenAI székhelye San Francisco Mission kerületében található, és a korábbi Pioneer Trunk Factory épületén osztozik a Neuralinkkel, egy másik, Musk által közösen alapított céggel.
Az OpenAI első számú vezetője és arca Sam Altman lett.
2020 júniusában az OpenAI bejelentette a GPT-3-at, egy olyan nyelvi modellt, amelyet az internetről származó trilliónyi szó alapján képeztek ki. Azt is bejelentette, hogy egy ehhez kapcsolódó, egyszerűen csak "az API"-nak nevezett API képezi majd az első kereskedelmi termékének szívét. A GPT-3 célja a kérdések természetes nyelvi megválaszolása, de képes nyelvek közötti fordításra és összefüggő rögtönzött szövegek létrehozására is.

## ChatGPT
Az OpenAI 2022. november 30-án mutatta be chatbotját, a ChatGPT-t (Generative Pre-trained Transformer), mely a felhasználókkal való folyamatos kommunikáció automatizálása során értelmezőmodelleket használ, melyek segítségével a bevitt információkat azonnal interaktívan kezeli.
A ChatGPT példátlan nemzetközi sikert aratott, az OpenAI neve összeforrt a ChatGPT-vel.  lelkes fogadtatásban részesítette mind a szakma, mind a közönség. Generált szövegét "lenyűgözően alaposnak" és "emberekéhez hasonlíthatónak", sőt, „egy jó tanuló tudásszintjével felérőnek” nevezték. Magát a ChatGPT-t sokan „a valaha volt legjobb MI chatbotként" méltatták. Elon Musk szerint „a ChatGPT ijesztően jó, már nem vagyunk messze a fenyegetően erős MI-tól." A tesztelés során generált részletes válaszainak és számos tudástartományt átfogó artikulált feleleteinek köszönhetően bemutatkozásának jelentőségét sokan az Iphone 2007-es debütálásához hasonlították.

## Emberszabású robotok
2024-ben az OpenAI bejelentette, hogy elkezd dolgozni a Figure AI céggel emberszabású robotok létrehozásában, főleg a termék szoftver oldalát fejlesztve, felhasználva létező termékeiket, mint a ChatGPT. A két fél első együttműködése a Figure 01 robot volt.

## Visszavert puccskísérlet

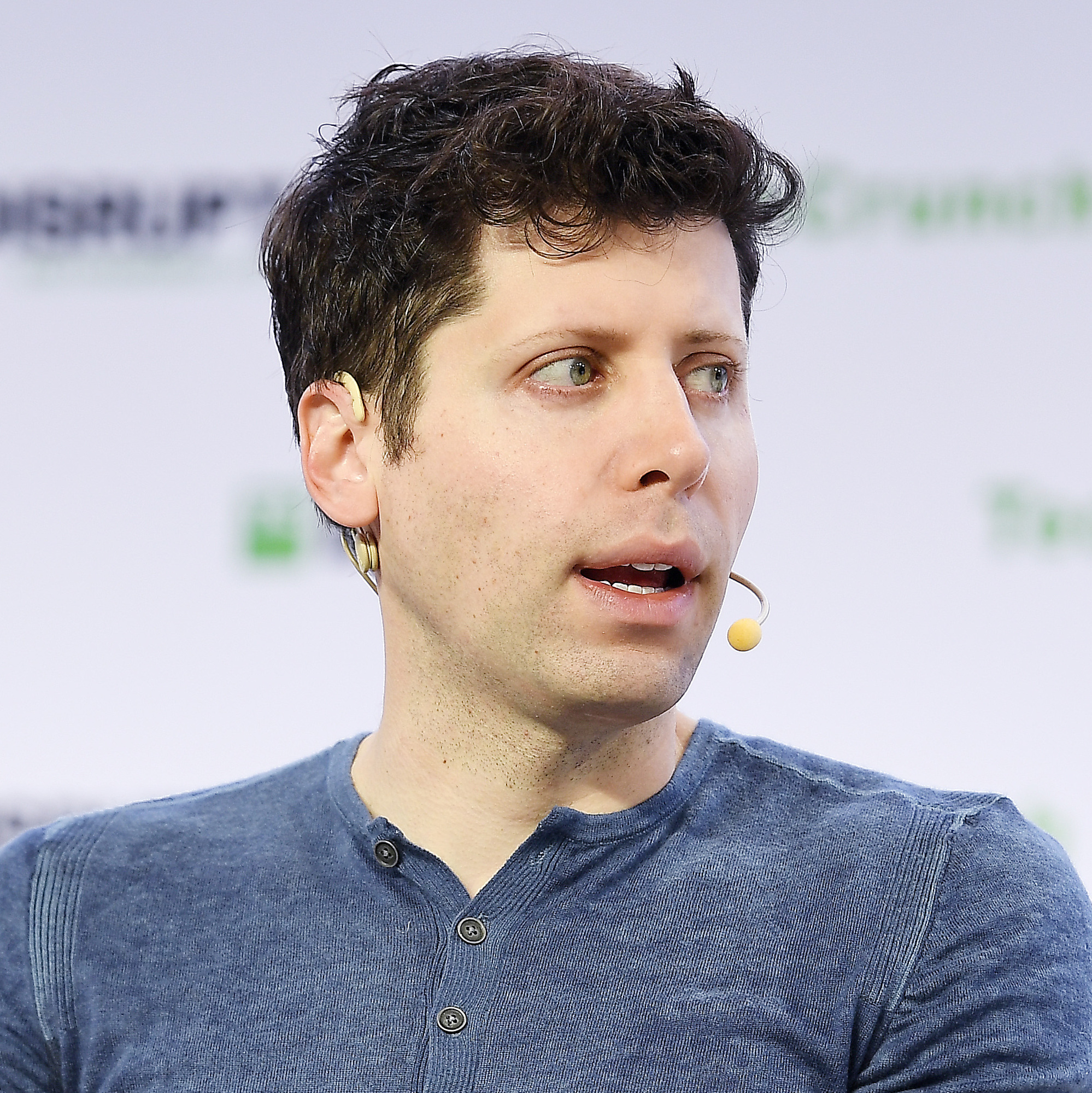
Sam Altman, az OpenAI vezérigazgatója

Az OpenAI vezérigazgatója, Altman a ChatGPT világsikerének köszönhetően rengeteg elismerést, díjat kapott, melyek az OpenAI hírnevét is öregbítették. Például 2023-ban a Jerusalem Post Altmant választotta az év legbefolyásosabb zsidójának ("Influential Jews: Sam Altman - No. 1"), a Time magazin pedig beválogatta a Világ 100 legbefolyásosabb embere közé.
2023. november 17-én, a ChatGPT egy éves születésnapja előtt néhány nappal az OpenAI vezetősége váratlanul bejelentette, hogy „egy alapos felülvizsgálati folyamat” során kiderült, hogy Altman „nem volt mindig őszinte az igazgatósággal folytatott kommunikációja során”, ezért a testület a továbbiakban alkalmatlannak tartja őt az OpenAI vezérigazgatói tisztségének ellátására, feladatait pedig ideiglenesen Mira Muratira, a cég korábbi technológiai vezetőjére (CTO) bízza. Az OpenAI másik társalapítója és elnöke, Greg Brockman még aznap szintén benyújtotta felmondását. November 20-án bejelentették, hogy a Twitch volt vezetője, Emmett Shear lett a cég új vezérigazgatója.
Ezt követően az OpenAI több mint 700 alkalmazottja kilátásba helyezte a felmondását, amennyiben a vállalat nem cseréli le a ChatGPT-ért felelős igazgatótanácsot, a több százmillió dollárt kockáztató befektetők pedig jogi lépéseket helyeztek kilátásba a vállalat igazgatóságával szemben. A hatalmas külső és belső nyomás hatására november 22-én a menesztésről való döntést meghozó igazgatótanácsot a 49 százalékos tulajdonrésszel rendelkező Microsoft döntése alapján (2 százalék az OpenAI-é) a követeléseknek megfelelően átalakították, majd visszafogadták Altmant vezérigazgatónak (CEO) és Brockman is visszatért a céghez. Satya Nadella a Microsoft vezérigazgatója azzal zárta le az ügyet, hogy a történtek fontos lépést jelentenek az egyértelmű és világos kommunikáció és a hatékony irányítás megteremtése felé.